# 瘦阿布蛤
瘦阿布蛤（学名：Abrina inanis），是帘蛤目唱片蛤科的一個物種，台灣物種名錄歸入阿布蛤属，但WoRMS歸入團結蛤屬（Abra）。主要分布于台灣西部及印尼伊利安省。